# Maria de Rússia (gran duquessa de Saxònia-Weimar-Eisenach)
Maria Pavlovna de Rússia, gran duquessa de Saxònia-Weimar-Eisenach (Sant Petersburg 1786 - Weimar 1859). Gran duquessa de Rússia que per matrimoni esdevingué gran duquessa de Saxònia-Weimar-Eisenach.
Filla del tsar Pau I de Rússia i de la princesa Sofia de Württemberg nasqué a Sant Petersburg el 14 de febrer de 1786. Era neta del tsar Pere III de Rússia i de la tsarina Caterina II de Rússia per part de pare mentre que per part de mare ho era del duc Frederic II Eugeni de Württemberg i de la marcgravina Frederica de Brandenburg-Schwedt.
Casada amb el gran duc Carles Frederic I de Saxònia-Weimar-Eisenach el 1804 s'integrà perfectament en l'ambient cultural de la capital del gran ducat, Weimar. Esdevingué la mecenes dels compositors Franz Liszt i, Lobe, entre d'altres. La parella tingué quatre fills dels quals tres arribaren a la vida adulta:
- SAR la princesa Maria Lluïsa de Saxònia-Weimar-Eisenach nascuda a Weimar el 1808 i morta a Potsdam el 1877. Es casà amb el príncep Carles de Prússia.
- SAR la princesa Augusta de Saxònia-Weimar-Eisenach nascuda el 1811 a Weimar i morta a Berlín el 1890. Es casà amb el kàiser Guillem I de Prússia.
- SAR el gran duc Carles Alexandre I de Saxònia-Weimar-Eisenach nascut a Weimar el 1818 i mort el 1901 a la capital del gran ducat. Es casà amb la princesa Sofia dels Països Baixos.

La gran duquessa Maria Pavlovna morí el 1859 a Weimar.